# Aprende en casa
Aprende en casa es un programa de televisión mexicano producido por la SEP, como iniciativa del Gobierno de México para mantener las clases escolares durante la pandemia de COVID-19.

## Historia
La cuarentena por la pandemia de COVID-19 en México, causó que se detuvieran las actividades educativas en México, debido a esto, el Gobierno de México, junto con la SEP iniciaron la producción del programa, lanzándose así oficialmente el 20 de abril del 2020, asimismo, también se crearía la página oficial del programa «aprendeencasa.sep.gob.mx», inicialmente transmitiéndose en la cadena de televisión mexicana Ingenio TV y por medio de la Televisión Educativa de México tanto en el programa de televisión, como en el dominio «televisioneducativa.gob.mx», así como también en la red social Facebook. Debido a que estos medios estaban al alcance de la mayoría de la población, pero por la falta de comunicación por parte de maestros y alumnos, el Gobierno de México y la SEP entregarían a alumnos y a maestros de escuelas públicas correos educativos para acceder a la suite educativa de Google Workspace de Google, de tal manera que así las clases se complementarían con las plataformas de Google Classroom y Google Meet. También se entregaron correos para poder acceder al servicio de Microsoft Teams, de Microsoft, como un complemento o sustituto de la suite Google Workspace de Google.

## Niveles

### Educación inicial
Este nivel está orientado a padres y madres de familia que desean educar a sus hijos (principalmente bebés e infantes) que están en una guardería o que están por entrar a Preescolar, de tal modo que los padres puedan ser maestros para sus hijos en sentido de educación escolar.

### Preescolar
Está orientado a estudiantes de 3 a 5 años que están en nivel Preescolar,  que están por ingresar al nivel primaria. El nivel abarca de Primero a tercero de Preescolar.

### Primaria
Está orientado para los estudiantes de 6 a 11 años de edad que están en el nivel Primaria, el cual a su vez se divide en tres subniveles: Primero y Segundo, Tercero y Cuarto, y Quinto y Sexto de Primaria..

### Secundaria
Está a orientado a estudiantes de 12 a 16 años de edad que están en el nivel Secundaria y Telesecundaria. El nivel se centra en cada grado específico (cada grado tiene su propio programa).

## Aprende en casa II
Con el nuevo Ciclo Escolar 2020-2021 en México y la Pandemia de COVID-19, se anunció que el programa "Aprende en casa II" serviría para continuar con el Ciclo Escolar junto con las plataformas de Educación vía correo electrónico, esta vez, agregando nuevos niveles como el Bachillerato y el Telebachillerato comunitario, asimismo, también estarían disponibles en el Internet, por medio de un canal en YouTube que la SEP tendría para poder transmitir las clases, debido a los inconvenientes con la saturación de las señales de televisión y medios de comunicación.

### Televisoras involucradas
Para la transmisión de los canales educativos asignados por la plataforma, se amplió el número de televisoras que transmiten el programa. Entre los que se agregaron están los siguientes:
| Nivel Educativo           | Empresa                                 | Red original           | Canal virtual asignado | Horario                          |
| ------------------------- | --------------------------------------- | ---------------------- | ---------------------- | -------------------------------- |
| Preescolar                | Instituto Politécnico Nacional          | Once Niñas y Niños     | 11.2                   | 8:00 - 9:00 h.                   |
| Preescolar                | Televisa                                | Canal 5*               | 5.2                    | 8:00 - 9:00 h.                   |
| Preescolar                | Grupo Imagen Multimedia                 | Imagen Televisión      | 3.2                    | 15:00 - 16:00 h.                 |
| Preescolar                | Universidad Nacional Autónoma de México | TV UNAM                | 20.1                   | 15:00 - 16:00 h.                 |
| Preescolar                | Grupo Andrade                           | El Heraldo             | 10.2                   | 17:30 - 18:30 h.                 |
| Primaria, Primer Grado    | Instituto Politécnico Nacional          | Once Niñas y Niños     | 11.2                   | 9:00 - 11:00 h.                  |
| Primaria, Primer Grado    | Televisa                                | Canal 5*               | 5.2                    | 9:00 - 11:00 h.                  |
| Primaria, Primer Grado    | TV Azteca                               | Azteca 7               | 7.3                    | 12:00 - 15:00 h.                 |
| Primaria, Primer Grado    | Grupo Andrade                           | El Heraldo             | 10.2                   | 18:30 - 21:00 h.                 |
| Primaria, Segundo Grado   | Instituto Politécnico Nacional          | Once Niñas y Niños     | 11.2                   | 9:00 - 11:00 h.                  |
| Primaria, Segundo Grado   | Televisa                                | Canal 5*               | 5.2                    | 9:00 - 11:00 h.                  |
| Primaria, Segundo Grado   | TV Azteca                               | Azteca 7               | 7.3                    | 15:00 - 17:30 h.                 |
| Primaria, Segundo Grado   | Grupo Andrade                           | El Heraldo             | 10.2                   | 20:30 - 23:00 h.                 |
| Primaria, Tercer Grado    | Instituto Politécnico Nacional          | Once Niñas y Niños     | 11.2                   | 13:30 - 17:00 h.                 |
| Primaria, Tercer Grado    | Televisa                                | Canal 5*               | 5.2                    | 13:30 - 17:00 h.                 |
| Primaria, Tercer Grado    | TV Azteca                               | Azteca 7               | 7.3                    | 17:30 - 20:00 h.                 |
| Primaria, Tercer Grado    | Grupo Andrade                           | El Heraldo             | 10.2                   | 7:30 - 10:00 h.                  |
| Primaria, Cuarto Grado    | Instituto Politécnico Nacional          | Once Niñas y Niños     | 11.2                   | 16:30 - 19:00 h.                 |
| Primaria, Cuarto Grado    | Televisa                                | Canal 5*               | 5.2                    | 16:30 - 19:00 h.                 |
| Primaria, Cuarto Grado    | TV Azteca                               | Azteca 7               | 7.3                    | 19:30 - 22:00 h.                 |
| Primaria, Cuarto Grado    | Grupo Andrade                           | El Heraldo             | 10.2                   | 9:30 - 12:00 h.                  |
| Primaria, Quinto Grado    | Instituto Politécnico Nacional          | Once Niñas y Niños     | 11.2                   | 19:00 - 21:30 h.                 |
| Primaria, Quinto Grado    | Televisa                                | Canal 5*               | 5.2                    | 19:00 - 21:30 h.                 |
| Primaria, Quinto Grado    | TV Azteca                               | Azteca 7               | 7.3                    | 7:30 - 10:00 h.                  |
| Primaria, Quinto Grado    | Grupo Andrade                           | El Heraldo             | 10.2                   | 12:00 - 15:30 h.                 |
| Primaria, Sexto Grado     | Instituto Politécnico Nacional          | Once Niñas y Niños     | 11.2                   | 21:00 - 23:30 h.                 |
| Primaria, Sexto Grado     | Televisa                                | Canal 5*               | 5.2                    | 21:00 - 23:30 h.                 |
| Primaria, Sexto Grado     | TV Azteca                               | Azteca 7               | 7.3                    | 9:30 - 12:00 h.                  |
| Primaria, Sexto Grado     | Grupo Andrade                           | El Heraldo             | 10.2                   | 15:00 - 17:30 h.                 |
| Secundaria, Primer Grado  | Universidad Nacional Autónoma de México | TV UNAM                | 20.1                   | 8:00 - 11:00 h. 16:00 - 18:00 h. |
| Secundaria, Primer Grado  | Grupo Imagen Multimedia                 | Imagen Televisión      | 3.2                    | 8:00 - 11:00 h. 16:00 - 18:00 h. |
| Secundaria, Segundo Grado | Universidad Nacional Autónoma de México | TV UNAM                | 20.1                   | 18:30 - 21:30 h. 8:00 a 11:00 h. |
| Secundaria, Segundo Grado | Grupo Imagen Multimedia                 | Imagen Televisión      | 3.2                    | 18:30 - 21:30 h. 8:00 a 11:00 h. |
| Secundaria, Tercer Grado  | Universidad Nacional Autónoma de México | TV UNAM                | 20.1                   | 8:00 - 11:00 h. 11:00 - 13:30 h. |
| Secundaria, Tercer Grado  | Grupo Imagen Multimedia                 | Imagen Televisión      | 3.2                    | 8:00 - 11:00 h. 11:00 - 13:30 h. |
| Secundaria, Tercer Grado  | Secretaría de Cultura                   | Canal 22               | 22.1                   | 15:00 - 18:00 h.                 |
| Secundaria, Tercer Grado  | DGTVE                                   | Ingenio TV             | 14.2                   | 15:00 - 18:00 h.                 |
| Secundaria, Tercer Grado  | Grupo Multimedios                       | Multimedios Televisión | 6.3                    | 15:00 - 18:00 h.                 |
| Bachillerato              | DGTVE                                   | Ingenio TV             | 14.2                   | 8:00 - 12:00 h.                  |
| Bachillerato              | Grupo Multimedios                       | Milenio Televisión     | 6.2                    | 8:00 - 12:00 h.                  |